# Circondario di Münden
Il circondario di Münden (in tedesco Landkreis Münden) è stato un circondario (Landkreis) della Bassa Sassonia, in Germania.

## Storia
Fu istituito nel 1885 come circondario nella provincia di Hannover del regno di Prussia.
Capoluogo e centro maggiore era la città di Münden.
Fu soppresso alla fine del 1972 e unito al circondario di Gottinga.
Al momento della soppressione, contava 32 comuni.

## Comuni
- Barlissen
- Benterode
- Blume
- Bördel
- Bonaforth
- Bühren
- Bursfelde
- Dahlheim
- Dankelshausen
- Dransfeld
- Ellershausen bei Münden
- Escherode
- Gimte
- Hedemünden
- Hemeln
- Imbsen
- Jühnde
- Landwehrhagen
- Laubach
- Lippoldshausen
- Löwenhagen
- Lutterberg
- Meensen
- Mielenhausen
- Münden
- Niederscheden
- Nienhagen
- Oberode
- Oberscheden
- Ossenfeld
- Scheden
- Sichelnstein
- Speele
- Spiekershausen
- Uschlag
- Varlosen
- Varmissen
- Volkmarshausen
- Wiershausen